# Möderau
Möderau ist ein zur Ortschaft Morl der Gemeinde Petersberg im Saalekreis in Sachsen-Anhalt gehörendes Dorf.

## Lage

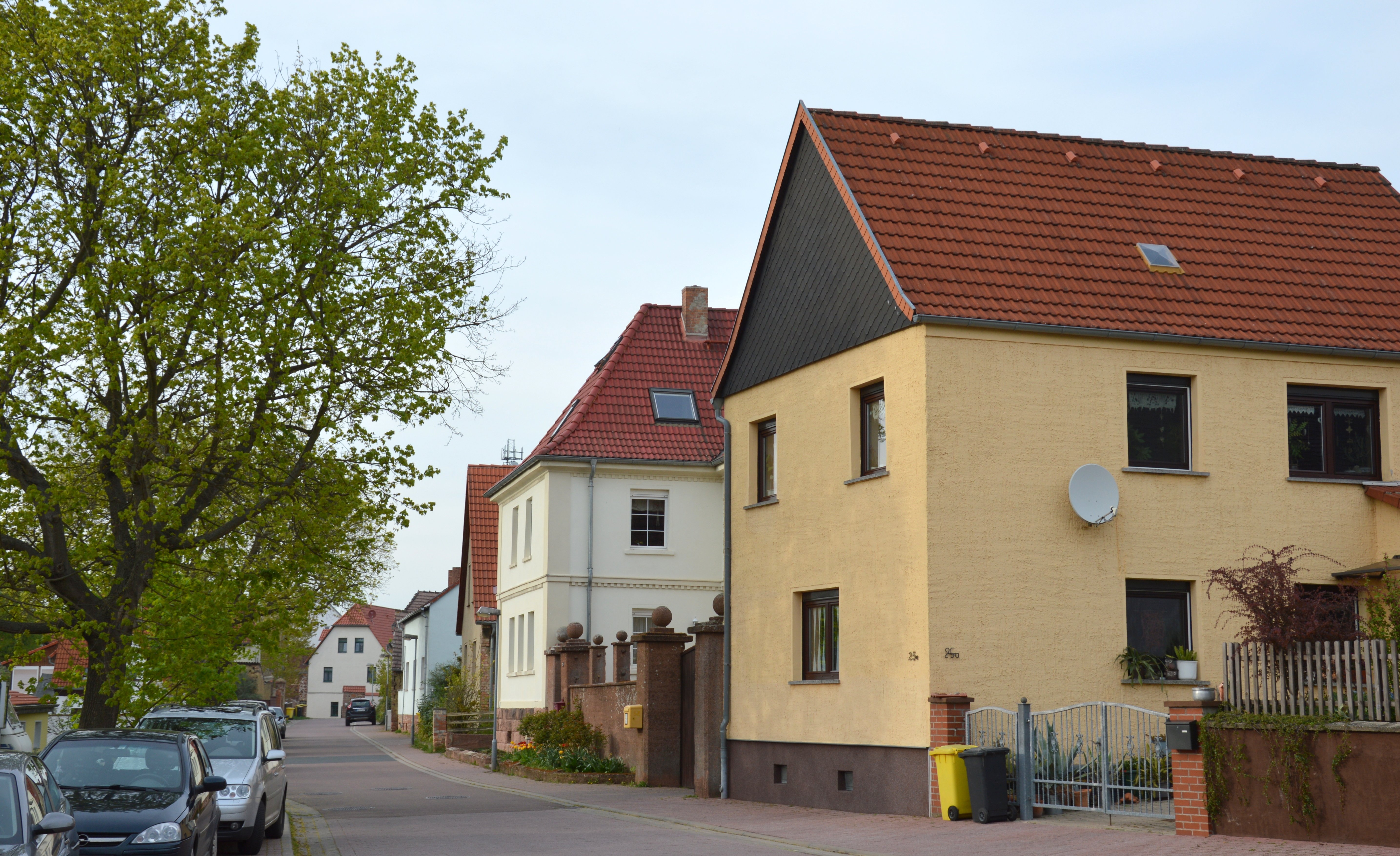
Lindenstraße in Möderau, Blick von Süden

Möderau liegt nördlich von Morl im südwestlichen Teil des Gemeindegebiets. Weiter südlich befindet sich Halle (Saale), nördlich führt die BAB 14 entlang. Westlich von Möderau verläuft die von Norden nach Halle (Saale) führende L 50, von der Möderau über eine Stichstraße aus zu erreichen ist. Am Westrand des Dorfes befindet sich ein Dorfteich.

## Geschichte
Der Name Möderau soll auf der Lage an einer modrigen Aue zurückgehen. Der Ort gehörte zum Amt Wettin im Saalkreis des Erzstifts Magdeburg. Mit dessen Angliederung an Preußen gehörte er ab 1680 zum brandenburg-preußischen Herzogtum Magdeburg. Im 18. Jahrhundert wurden für den Ort elf Feuerstellen angegeben.
Mit dem Frieden von Tilsit wurde der Ort im Jahr 1807 dem Königreich Westphalen angegliedert und dem Distrikt Halle im Departement der Saale zugeordnet. Er gehörte zum Kanton Wettin. Nach der Niederlage Napoleons und dem Ende des Königreichs Westphalen befreiten die verbündeten Gegner Napoleons Anfang Oktober 1813 den Saalkreis. 
Bei der politischen Neuordnung nach dem Wiener Kongress 1815 wurde Möderau 1816 dem Regierungsbezirk Merseburg der preußischen Provinz Sachsen angeschlossen und dem Saalkreis zugeordnet.
Am 20. Juli 1950 erfolgte die Eingemeindung nach Morl. Seit dem 1. Januar 2010 ist Möderau ein Ortsteil der Ortschaft Morl innerhalb der Großgemeinde Petersberg.